# Anthothela grandiflora
Anthothela grandiflora is een zachte koraalsoort uit de familie Anthothelidae. De koraalsoort komt uit het geslacht Anthothela. Anthothela grandiflora werd in 1856 voor het eerst wetenschappelijk beschreven door M. Sars. 